# 都本伟
都本伟（1958年1月—），男，蒙古族，山东烟台人，中华人民共和国政治人物。辽宁大学哲学专业大学本科毕业，辽宁大学外国哲学专业硕士研究生学历，东北大学管理工程专业博士研究生学历，哲学硕士、管理学博士。

## 生平
1977年4月参加工作，1987年10月加入中国共产党。曾任辽宁青年干部学院教务处处长。1993年5月，历任辽宁省青年干部学院副院长、辽宁省教育委员会副主任、辽宁省教育厅副厅长。2003年4月，任辽宁省人民政府副秘书长、办公厅党组成员。2005年6月，任辽宁省农村信用社联合社党委书记、理事长。2011年3月，任中共葫芦岛市委副书记，副市长、代市长（2012年1月，正式当选市长）。2013年，当选第十二届全国人民代表大会辽宁地区代表。2015年4月，任中共葫芦岛市委书记。
2016年3月，任东北财经大学党委书记。2018年8月卸任，翌年3月退休。
2022年2月25日，都本伟因为涉嫌严重违法违纪，被辽宁省纪委监委纪律审查和监察调查。8月31日，遭到开除党籍处分，且取消其退休待遇。9月，辽宁省沈阳市人民检察院以涉嫌受贿罪、滥用职权罪对都本伟作出逮捕决定。